# القومية الإسلامية في جنوب آسيا

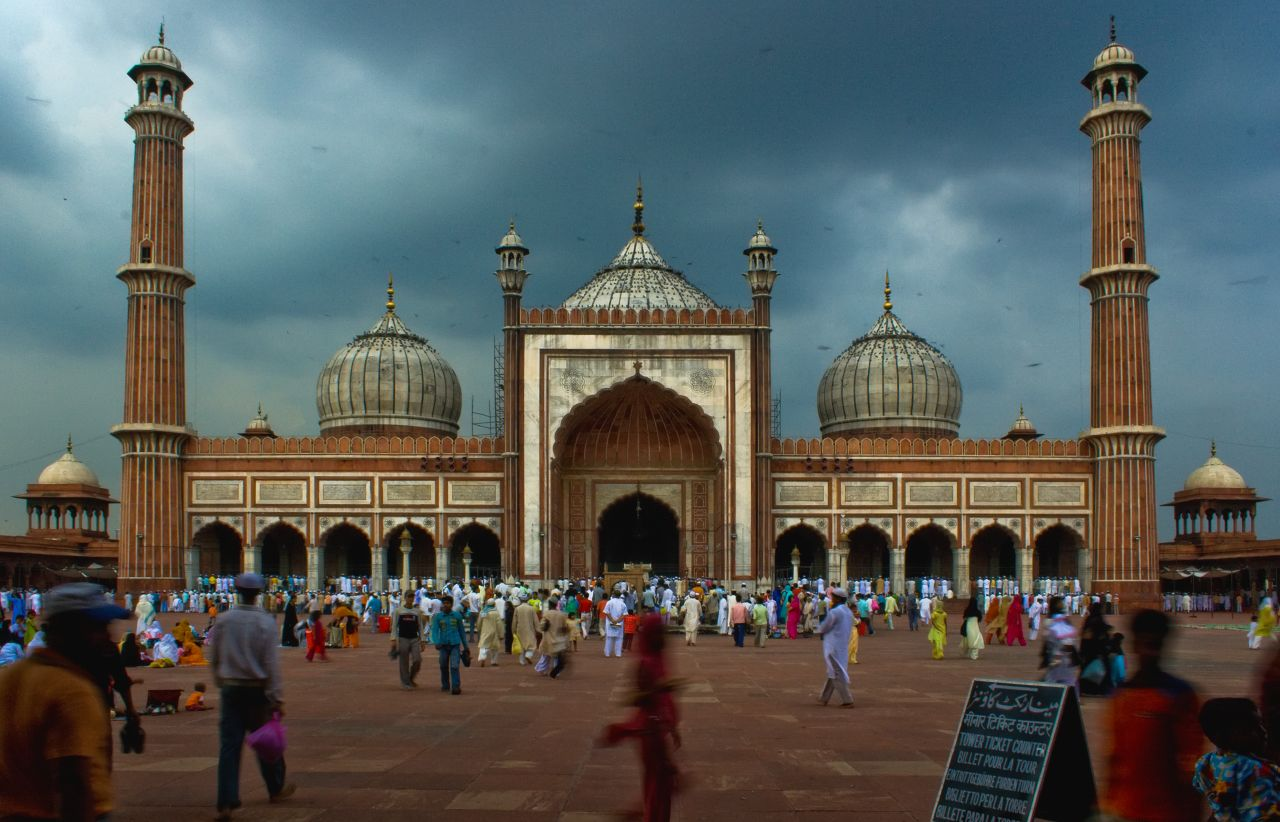
مسجد جاما، ديلهي

القومية الإسلامية في جنوب آسيا هي التعبير السياسي والثقافي للقومية والذي يستند إلى المعتقدات الدينية وهوية مسلمي جنوب آسيا.
من المنظور التاريخي، قام الأستاذ اشتياق أحمد من جامعة ستوكهولم والأستاذ شمس الإسلام من جامعة دلهي بتصنيف مسلمي جنوب آسيا إلى فئتين خلال عصر حركة الاستقلال الهندية وهم المسلمون القوميون (الأفراد المعارضون لتقسيم الهند) والقوميين المسلمين (الأفراد الراغبون في إنشاء دولة منفصلة للمسلمين الهنود). ويمثل مؤتمر مسلمي آزاد لعموم الهند المسلمون القوميون فيما مثلت رابطة مسلمي عموم الهند تيار القوميين المسلمين. وقد اعتبر الغربيون باكستان "بالمركز العالمي للإسلام السياسي".

## الأسس التاريخية
خلال عصر سلطنة دلهي، كانت المماليك المسلمة من بين الجماعات العسكرية القوية في الهند، ومجتمعا إسلاميا ينحذر من الشرق الأوسط وآسيا الوسطى ومن المناطق التي أصبحت في العصر الحديث أفغانستان الحديثة التي شهدت انتشارا للدين بين الهنود.

## الأسس الأيديولوجية
بدأت أولى المظاهرات المنظمة من قبل علماء ومصلحين مسلمين أمثال السيد أحمد خان وسيد أمير علي والآغا خان الذين كان لهم تأثير كبير في حركة الاستقلال الهندية. فيما ظهر التعبير عن الانفصالية والقومية المسلمة من الشعراء والفلاسفة البارزين للإسلام الحديث أمثال السيد علامة محمد إقبال والناشط السياسي شودري رحمت علي.

## الأسس السياسة
سعى بعض المسلمين المؤثرين سياسياً إلى إقامة قاعدة متميزة بين الهندوس وغيرهم من القوميين الهنود الذين انخرطوا في المؤتمر الوطني الهندي. فأسس العلماء المسلمون والزعماء الدينيون والسياسيون رابطة عموم الهند الإسلامية في عام 1906.
شكل المسلمون ما بين 25% إلى 30% من سكان الهند قبل الاستقلال. لذلك شعر بعض القادة المسلمين أن مساهماتهم الثقافية والاقتصادية في تراث الهند وحياتها يستحق دورًا مهمًا للمسلمين في الحكم والسياسة في الهند المستقلة في المستقبل.
تأسست حركة بقيادة علامة محمد إقبال ثلاه محمد علي جناح الذي قاتل في الأصل من أجل حقوق المسلمين داخل الهند، لكنه سرعان ما شعر لاحقًا بضرورة الحصول على وطن منفصل للمسلمين في الهند من أجل تحقيق الرخاء. فتبنوا نظرية الدولتين القائلة أن الهند موطن للأمم الإسلامية والهندوسية. فيما صرح جزء آخر من المجتمع الإسلامي، برئاسة عبد الغفار خان والدكتور مختار أحمد الأنصاري وأبو الكلام آزاد أن المشاركة في حركة الاستقلال الهندية والمؤتمر الوطني الهندي كانت مهمة وطنية لجميع المسلمون.
كما دافعت سلالة ديوبندية اللاهوتية الإسلامية عن فكرة القومية المركبة التي اعتبرت فيها الهندوس والمسلمون أمة واحدة موحدة في النضال ضد الحكم الاستعماري البريطاني في الهند الغير مقسمة. في عام 1919، شكلت مجموعة كبيرة من المتخصصين في ديوبند جمعية علماء الهند السياسية التي حافظت على موقفها المعارض لتقسيم الهند. ساعد العالم الإسلامي حسين أحمد المدني في نشر هذه الأفكار من خلال كتابه القومية المركبة والإسلام.